# 브란덴부르거즈
브란덴부르크 사단(독일어: Brandenburger)는 제2차 세계대전 중 창설된 독일 국방군의 특수부대다.
브란덴부르크 사단은 본래 독일의 군사 정보, 방첩기관인 아프베어 소속으로 창설되고 운용된 부대이다. 브란덴부르크 사단의 부대원들은 사보타쥬와 침투를 통해 전략적 목표물을 회수하는 역할을 맡았다. 나치 사상에 감화된 해외에 거주하는 독일 국적의 자원자들로 이루어져 외국어에 능통하고 투입된 작전 지역의 사회/문화에 익숙했다.
브란덴부르크 사단은 대개 집단군 소속으로 배속되어 독립적 지휘관이 작전을 지휘했다. 이들은 제2차 세계대전 도중 동유럽, 북아프리카, 중동, 캅카스 지역에서 활약했으며 전쟁 후반에는 독일의 패망 직전 기갑척탄병 사단 중 하나에 통합될 때까지 유고슬라비아에 투입되어 대파르티잔 작전을 수행했다. 브란덴부르크 사단은 작전과정에서 많은 전쟁범죄를 저질렀다.

## 창설 배경과 소속원
브란덴부르크 사단는 테오도르 폰 히펠 (Theodor von Hippel) 대위의 아이디어로 만들어졌는데, 그는 독일 국가방위군이 브란덴부르크 사단 창설 제안을 거부하자 독일 정보국 아프베어의 사령관인 빌헬름 카나리스(Wilhelm Canaris) 제독에게 접근했다. 히펠은 사보타주 훈련을 받고 외국어에 능통한 소규모 특수부대는 적진 뒤에서 작전을 수행하여 적의 사령부, 통신선 및 보급선을 파괴할 수 있다하며 브란덴부르크 사단 창설의 전략적 이점을 설파했다. 카나리스는 이와 같은 부대의 운용은 볼셰비키들과 다를바가 없다 생각해 히펠의 제안에 처음에는 반대했다. 하지만 여전히 부대 창설에 대한 의지가 강력했던 히펠은 부대 편성을 지지한 정보부 과장인 헬무트 그로스커스(Helmuth Groscurth)를 찾았고 두 사람은 1939년 9월 27일, 부대 창설에 대한 협의를 마쳤다.  회의 이후 며칠만에 육군참모총장이 "서방을 상대하기 위한 파괴 공작 부대"의 창설을 승인하는 명령을 내렸다. 이 아프베어 제2국에 소속된 새로운 파괴 공작부대의 창설은 히펠이 맡게 되었다. 처음에 히펠이 모은 부대는 Deutsche Kompagnie로 명명되었고, 이후 10월 25일에 Baulehr-kompagnie 800으로 명칭이 바뀌었으며, 다시 1940년 1월 10일에 부대는 Bau-Lehr-Bataillon zbV. 800 (800 특수임무건설훈련대대)로 명칭이 바뀌었다. 나중에 더 널리 알려진 별명인 "브란덴부르크"는 부대의 첫 정식 주둔지 이름에서 유래되었다.
브란덴부르크 사단의 병사들을 위한 훈련은 5개월에서 7개월 동안 진행되었으며 정찰, 수영, 백병전, 폭파, 독일 및 연합군 무기의 사격술, 재래식 보병 전술 및 기타 전문 훈련에 대한 교육 과정이 포함되었다. 브란덴부르크 사단은 적의 영토에 소규모 특공부대를 침투시켜 파괴 공작과 파괴 공작 방지 작전 수행했다. 사상자 수를 최소화하면서 수많은 임무들을 성공시켰음에도 불구하고, 전통적 사고를 가진 많은 독일 장교들은 여전히 브란덴부르크 사단의 운용을 불명예스럽다 생각해 혐오했다. 대부분의 부대원들은 외국어에도 능통하여 저지대 침공 개시 직전에 네덜란드 바지선 승무원으로 위장하여 1940년에 네덜란드에 침투하거나, 1941년에는 세르비아 노동자로 잠복해 유고슬라비아 침공에 앞서 파괴공작 작전을 수행하는 등 적국 침투 작전 수행이 가능했다. 바르바로사 작전이 시작되기 전날 밤, 브란덴부르크 사단는 소련 노동자와 적군 병사로 위장하여 소련 국경을 넘었다. 다른 부대원들은 독일 국방군 배치에 앞서 지브롤터 해협과 북아프리카 사이를 통과하는 연합군 전함을 감시하기 위해 아랍 복장으로 치장하기도 했다. 브란덴부르크 사단가 소속된 아프베어의 제2국에는 육군, 해군, 공군 작전을 위한 독립적 부대가 존재하였다.
브란덴부르크 사단원들 중 상당수는 부대의 성격상 평범한 재래식 군인과는 거리가 멀었다. 그들은 적군 병사들과 어울리고, 비밀리에 적 사령부의 명령을 교란시키고, 군 보급 호송대의 방향을 바꾸고, 통신을 방해하는 동시에 정보를 수집했다. 소련 침공의 주력부대보다 앞선 브란덴부르크 사단의 요원들은 본대와 합류할 때까지 몇 주 동안 비밀 임무를 수행하면서 교량이나 전략적으로 중요한 시설을 탈취했다.
브란덴부르크 사단의 전신은 1939년 폴란드 침공 이전에 창설된 에빙하우스 자유군단(Freikorps Ebbinghaus)이었다. 아프베어의 제2국 소속 에르빈 폰 라하우젠(Erwin von Lahousen) 대령은 제8군관구와 제17군관구의 방어부대와 합동으로 폴란드어를 사용하는 실레지아인과 독일 민족으로 구성된 소규모 K-Trupps (전투 부대)를 구성했다. 전략적 요충지를 점령하고 독일 국방군의 정규 부대가 도착할 때까지 버티는 것을 목표로 삼았다. "K-Trupps"의 초기 구성원들은 독일 국적의 민간인들이었다. 일반적으로 이들은 군대에서 복무한 적이 없지만 아프베어로부터 훈련을 받고 군 장교의 지휘를 받은 민간인이었다. 폴란드 전역 이후 이 특공대가 독일 국방군의 일원이 되면서 상황이 바뀌었다. 전투 경험이 부족함에도 불구하고 독일 국방군이 새로 형성된 이 특공부대에 가진 요구기대치는 대단히 높았다. 이 부대의 모든 이들은 자원해서 부대에 들어간 자원병들이었다. 부대원들은 또한 민첩하고, 돌발 상황에 잘 대처하고, 주도성과 팀 정신을 갖추고, 외국어와 외국 국민을 상대하는 데 능숙하며, 매우 높은 신체적 수행 능력 등을 갖추고 있어야 했다. 브란덴부르크 사단의 구성원이 오로지 자원병으로만 이루어지도록 한 초기 원칙은 정규군과 통합되고 전쟁에서 불리해지자 활용이 증가하면서 유지할 수 없게 되었다.

## 작전
1939년 9월 폴란드 침공 작전 (백색 상황) 전날 밤, 민간인으로 위장한 독일 특수부대원들이 침공전 전략적 요충지를 확보하기 위해 폴란드 국경을 넘어 침투했다. 그들은 제2차 세계대전에서 전투를 한 최초의 특수부대가 되었다. 에빙하우스 자유군단은 폴란드인들과 전쟁 포로들에게 전쟁 범죄를 저질렀다. 9월 4일, 폴란드 프슈치나에서 자유군단은 도시 중학교의 보이 스카우트 단원들을 포함해 17명을 처형했다. 그들은 또한 오르제체에서 29명의 민간인들을 고문하고 처형했다. 1939년 9월 8일, 상부 실레시아의 도시 시에미아노비체실롱스키에에서 6명의 폴란드인을 처형하고 1939년 10월 1일에 노비 비톰에서 18명을 총살했다. 카토비체에서는 수백명을 처형하는 등 더 큰 규모의 학살을 저질렀다. 침공 개시 2주만에 에빙하우스 자유군단은 "13개 이상의 폴란드 도시와 마을에 학살의 흔적을 남겼다".
1939년 12월 5일에 중대는 확장되어 브란덴부르크 대대로 개편되었다. 대대 창설 이후 새 특수부대는 루마니아 유전의 보호와 나중에는 터키의 크롬 원석의 보호 임무를 맡았다. 대대는 다음과 같이 언어별로 4개의 중대로 이루어졌다:
- 제1중대 - 발트/러시아 출신 병사
- 제2중대 - 루마니아 출신 민족독일인 (독일계 루마니아인)
- 제3중대 - 체코어, 슬로바키아어, 루테니아어를 구사하는 주데텐 독일인
- 제4중대 - 유고슬라비아 출신 민족독일인

추가적으로 대대는 벨라루스, 러시아, 우크라이나 출신 지원자로 이루어져 있었다.
브란덴부르거즈 1개 소대가 베저위붕 작전, 1940년 4월의 스칸디나비아 침공에 참여하여 덴마크와 노르웨이의 전략 목표를 확보했다.
1940년 봄의 저지대 침공 도중 브란덴부르거즈는 "구데리안의 전차부대 진격로의 중요 지점"을 확보하는데 중심적인 역할을 했다. 브란덴부르거즈 제3중대가 벨기에 내륙으로 진격하는 과정을 서술하면서 라하우젠은 "61개의 목표 지점 중 42개를 성공적으로 확보하여 후방부대에게 넘겼다"라고 보고했다. 벨기에와 네덜란드에서 세운 전공으로 브란덴부르거즈는 독일군내에서 가장 영예로운 부대 중 하나가 되어 아프베어의 국장인 빌헬름 카나리스의 존경을 얻었다. 1940년 5월 27일, 독일 국방군 국방군최고사령부 총장 빌헬름 카이텔은 카나리스에게 보내는 편지에서 브란덴부르거즈가 "매우 뛰어나게 전투를 벌였다"라고 극찬했다. 이는 히틀러가 작전에 참여한 브란덴부르거즈 부대원 600명 중 75%에게 철십자 훈장을 수여함으로서 증명되었다. 1940년 10월, 브란덴브루거즈는 연대급 규모로 부대 규모가 커졌다. 다른 부대원들은 전차 군단 그로스도이칠란트와 1940년에서 1941년까지 같이 훈련을 받았던 그로스도이칠란트 사단에 배정되었다.
브란덴부르거즈는 마리타 작전(발칸 침공)에 참여했다. 1941년 4월 6일, 마리타 작전 중에 브란덴부르거즈는 바르다르강의 전략적으로 중요한 다리를 확보하는데 성공하고 철의 문으로 알려진 세르비아와 루마니아 국경의 일부인 다뉴브강의 협곡을 확보한다. 이후 유보에아 섬을 점령한다. 1941년 7월 소비에트 연방 침공의 초기에도 브란덴부르거즈가 활약했다. 브란덴브루거즈는 독일-소련 국경을 가장 먼저 넘어 전력 생산 시설을 파괴하고, 통신선을 차단, 가짜 정보를 퍼트리고, "슬리퍼 에이전트"들을 활성화시켰다. 가장 인상적인 작전은 1941년 7월 28일, 다우가프필스의 다우가바 강을 가로지르는 다리를 확보한 것이다. 작전 중 브란덴부르크 코만도스 제8중대 부대원들은 다리를 탈취한 소련 트럭으로 넘어 다리를 지키고 있던 소련군을 격퇴하고 2시간 동안 상당한 규모의 소련군 반격을 버텼다. 1942년 6월에서 1943년 2월까지 브란덴부르거즈는 북아프리카에서 연합군 보급을 이집트, 리비아, 튀니지 등지에서의 첩보작전으로 방해했다.
1942년 8월초, 아드리안 폰 푈커잠 휘하의 62명의 발트계 독일인과 주데텐 독일인들로 이루어진 부대는 그 어떤 독일군보다 적지에 깊게 침투헸다. 그들은 전략 목표인 말리코프 유전의 확보를 지시 받았다. NKVD 요원으로 위장하고 소련 트럭에 탑승해 푈커잠의 부대는 소련군 전선을 지나 적지 깊은 곳에 침투했다. 브란덴부르거즈는 상당한 규모의 소련 탈영병 집단을 발견했는데 푈커잠은 이들을 이용하기로 한다. 그는 탈영병들을 전선으로 복귀하도록 설득해 돌아가는 병사들에 섞여 소련 전선을 자유롭게 돌아다닐수 있게 되었다. 
1942년 12월 26일, 브란덴부르크 연대의 공수중대는 북아프리카의 영국군이 이용하는 보급로와 다리를 파괴하기 위해 글라이더로 후방을 침투했다. 이는 재앙적인 실패로 끝났다. 몇몇 글라이더는 적진 위를 지나다가 격추되었으며 나머지는 목표에 접근하다 격추되었다. 대부분의 공수병들은 이 작전에서 전사했다.
브란덴부르거즈의 일부 부대는 발칸 지역의 반파르티잔 작전에 참여했다.

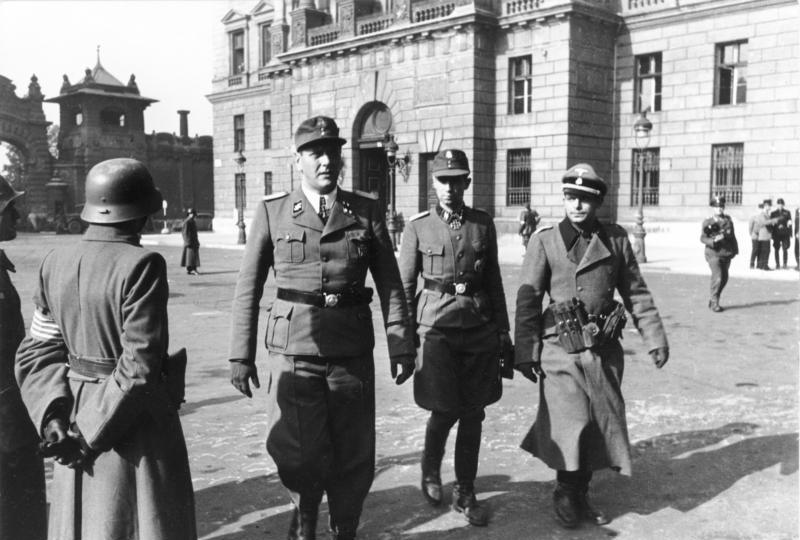
1944년 10월 16일 부다페스트에서 슈코르체니 (왼쪽)와 아드리안 폰 푈커잠 (오른쪽)

1943년 중반에 많은 브란덴부르거즈 부대원들은 이탈리아군의 무장을 해제하기 위해 발칸에서 이탈리아로 이동했다. 주요 요충지 중 하나는 터키 해안 인근의 도데카니사 제도의 섬 중 하나인 코스 섬이었다. 1943년 9월에 영국군이 코스 섬을 확보했으며 연합군측 이탈리아군 또한 다수 주둔중이었다. 루프트바페의 공수부대와 함께 브란덴부르거즈는 섬의 재탈환 작전에 참여했다. 1944년 5월 25일, 브란덴부르거즈 부대의 일부 부대원들은 SS의 제500 공수대대에 배속되어 티토를 생포하려 했지만 실패한 공수작전인 도약 작전(Unternehmen Rösselsprung, 1944년 5월)에 참여했다. 
1944년 9월, 독일 상층부는 더 이상 특수부대의 운용은 의미가 없다 결론을 내렸다. 브란덴부르크 사단은 보병사단 브란덴부르크로 재편되어 동부전선에 배치되었다. 대략 1,800명이 (폰 푈커잠을 포함해) SS-야크트연대지도자 오토 슈코르체니의 SS 제502엽병대대에 배속되어 전쟁이 끝날때까지 싸웠다. 오로지 쿠르퓌어스트 연대만이 본래의 특수부대 역할을 유지했다.
1944년말, 브란덴부르거즈는 전차연대를 배정받아 기갑척탄병사단 브란덴부르크로 개편되어 동부전선에 다시 배치되었다. 브란덴부르거즈는 메멜 인근의 격렬한 전투에 참여했고 그로스도이칠란트 사단과 함께 수송선을 이용해 필라우로 후퇴했다. 브란덴부르거즈는 필라우 인근의 전투에서 거의 전멸하여 800명의 생존자가 간신히 비스툴라 곶의 육로로 후퇴했다. 일부의 생존자는 5월에 슐레스비히-홀슈타인에서 영국군에게 항복했다. 다른 이들은 프랑스 외인부대에 지원해 제1차 인도차이나 전쟁에서 큰 활약을 보였다.